# Oktroyierte Märzverfassung
Als Oktroyierte Märzverfassung wird die Verfassung des Kaiserreiches Österreich 1 bezeichnet, die nach der Revolution von 1848/49 im Kaisertum Österreich am 4. März 1849 vom 18-jährigen Kaiser Franz Joseph I. ohne Mitwirkung eines Parlaments von Olmütz aus erlassen wurde.
Als Oktroy werden in Rechtskommentaren „oktroyierte“ (von französisch octroyer), das heißt aufgezwungene oder auferlegte Vorschriften bzw. Entscheidungen bezeichnet. Das kaiserliche Patent wurde in Olmütz erlassen, weil sich der Hof, um den Gefahren der Revolution in Wien zu entgehen, 1848 nach Mähren begeben hatte (auch der Reichstag tagte im nahegelegenen Kremsier).

## Geschichte
Zu dieser Verfassung bestanden zwei Vorentwürfe: die Pillersdorf’sche Verfassung, die am 25. April 1848 für alle österreichischen Gebiete außer dem Königreich Ungarn in Kraft getreten und am 16. Mai 1848 zum Provisium zurückgestuft worden war, und der Kremsierer Entwurf 1848/1849, ein – nicht ganz fertig gestellter – Entwurf zu einer Verfassungsurkunde seitens des Reichstages von Kremsier.
In einer längeren Einleitung (dem Manifest) begründete Franz Joseph I., warum er diese (von Ministerpräsident Felix zu Schwarzenberg mit Hilfe von Karl Friedrich von Kübeck und Franz Graf Stadion ausgearbeitete) Verfassung ohne Mitwirkung des unter seinem Vorgänger berufenen, von ihm am 7. März 1849 aufgelösten Kremsierer Reichstages erließ: In diesem war das revoltierende Ungarn, das seit April 1848 eine eigenständige Verfassung besaß und sich seit dem 3. Oktober 1848 im Ungarischen Unabhängigkeitskrieg befand, nicht vertreten gewesen. Ihm gehe es um eine Verfassung für das ganze Reich, die der Reichstag nicht zustande bringen könne. Eine solche „Verfassung, welche nicht bloß die in Kremsier vertretenen Länder, sondern das ganze Reich im Gesamtverbande umschließen soll, ist es, was die Völker Österreichs mit gerechter Ungeduld von uns erwarten.“ Franz Joseph legitimiert hier also die gesamtstaatliche Verfassung durch einen angeblichen Volkeswillen. Außerdem betont er, dass es seine Zuständigkeit sei und die Verfassung „aus eigener Macht des Kaisers … verliehen wird“.

## Inhalt
Die Verfassung sah einen Reichstag als Zweikammerparlament mit Oberhaus (von den Landtagen entsandte Mitglieder) und Unterhaus (von allen Männern mit bestimmter Mindeststeuerleistung gewählte Abgeordnete) sowie einen beratenden Reichsrat vor und definierte Grund- und Freiheitsrechte der einheitlich österreichischen Staatsbürger. Der an der Universität Prag tätige Anton Heinrich Springer konstatierte bereits 1849: „Unmögliche Verfassung.“
Der eigentlichen Verfassung selbst angeschlossen waren noch ein Patent über die Bürgerrechte, das Grundrechtspatent, und das Patent zur Aufhebung der Grunduntertänigkeit (Bauernbefreiung/Grundentlastung).

## Auswirkungen und Gültigkeit
Die Märzverfassung war Teil des Innen- und Außenpolitikkonzepts von Ministerpräsident Felix zu Schwarzenberg. Er strebte einen österreichischen Einheitsstaat an, der in seiner Gesamtheit einem deutschen Staatenbund angehören sollte (Großösterreich-Plan). Während der Ausarbeitung einer österreichischen Verfassung 1848/49 hatte Österreich gewählte Volksvertreter in die Frankfurter Nationalversammlung entsandt, die über eine Reform des deutschen Bundes entscheiden sollten. In der Nationalversammlung hatte eine großösterreichische Lösung jedoch zu keinem Zeitpunkt eine Mehrheit – zur Diskussion standen eine großdeutsche oder eine kleindeutsche Lösung. Mit der Proklamation der oktroyierten Märzverfassung war diese Diskussion weitgehend entschieden – das Nicht-Abwarten Österreichs auf eine gesamtdeutsche Verfassung und das Betonen der Untrennbarkeit der österreichischen Länder führten zur kleindeutschen Paulskirchenverfassung. Auch wenn diese schließlich nicht längerfristig in Kraft war, beeinflusste sie alle weiteren deutschen Einigungsversuche Preußens und kann als erste entscheidende, wenn auch unbeabsichtigte, Loslösung Österreichs von den anderen deutschen Staaten gesehen werden.
Am 20. August 1851 richtete der Kaiser ein offizielles Schreiben an  Ministerpräsident Fürst Schwarzenberg, in dem dieser beauftragt wurde, „über den Bestand und die Möglichkeit der Vollziehung der Verfassung vom 4. März 1849 in reife und eindringliche Erwägung“ zu treten und dazu vorerst mit dem Präsidenten des (beratenden) Reichsrats, Karl Friedrich von Kübeck, ein Gutachten zu erstellen, wie diese Erwägungen anzugehen seien. Dem Kaiser und seiner Umgebung war offenbar bewusst, dass Verfassungsrecht und Verfassungswirklichkeit stark auseinanderklafften.
Am 26. August 1851 richtete Franz Joseph I. (nach nicht erfasster Quelle) an seine Mutter, Erzherzogin Sophie, angeblich einen Brief, dem zufolge sein Auftrag an Schwarzenberg nur der Form halber erfolgt wäre:
„Ein großer Schritt ist weiter geschehen. Wir haben das Konstitutionelle über Bord geworfen, und Österreich hat nur mehr einen Herrn. Jetzt aber muß noch fleißig gearbeitet werden.“
Die oktroyierte Verfassung wurde von Franz Joseph I. formal mit dem Silvesterpatent vom 31. Dezember 1851 außer Kraft gesetzt. Schon zuvor hatte die später als Neoabsolutismus bezeichnete politische Haltung des Kaisers und seiner Ratgeber dazu geführt, dass die freie Meinungsbildung und die Mitbestimmung gewählter Abgeordneter in den Staatsgeschäften durch die Kaiserdiktatur verhindert wurden.
Zu einer tatsächlich längere Zeit gültigen Verfassung gelangte das kaiserliche Österreich nach den verlorenen Kriegen von 1859 und 1866 erst mit der Verfassungsreform Österreich-Ungarns von 1867, die bis Oktober 1918 gültig war.
Walter Pollak resumierte dazu 1974: „Die oktroyierte Verfassung wurde kundgemacht, aber niemals mit Leben erfüllt. Der Neoabsolutismus begann seinen Weg.“ Es handelte sich aber nicht um eine komplette Rückkehr zu den Verhältnissen vor der Märzrevolution 1848: Bei der Aufhebung wurden die grundlegenden Bürgerrechte explizit beibehalten: „… womit die Verfassungs-Urkunde vom 4. März 1849, Nr. 150 des R.G.B., außer Gesetzeskraft erklärt, jedoch die Gleichheit aller Staats-Angehörigen vor dem Gesetze, sowie die Unzulässigkeit und die Abstellung jedes bäuerlichen Unterthänigkeits- oder Hörigkeits-Verbandes und der damit verbundenen Leistungen ausdrücklich bestätiget“ (Silvesterpatent, Langtitel).  Die Bauernbefreiung, das einheitliche Zollsystem, die einheitliche Staatsbürgerschaft, die Trennung von Justiz und Verwaltung, Geschworenengerichte und die Gemeindeautonomie sind als Hinterlassenschaft der Revolution erhalten geblieben. Auch griff die neue Verfassung des österreichischen Reichsteils  1867, die Dezemberverfassung, zentrale Konzepte der Märzverfassung wieder auf. Aber auch die Kremsierer Verfassung hatte großen Einfluss auf die späteren Verfassungen, auch das Bundes-Verfassungsgesetz 1920.